# كاموس (جرندة)
بلدية كاموس (بالإسبانية: Camós) هي بلدية تقع في مقاطعة جرندة التابعة لمنطقة كتالونيا شمال شرق إسبانيا.

## الديموغرافيا
بلغ عدد سكان بلدية كاموس 684 نسمة عام 2011 (وفقاً للمعهد الوطني الإسباني للإحصاء).
| 621 | 631 | 639 | 673 | 698 | 692 | 684 |